# Stephanie Pilick
Stephanie Pilick (geboren am 21. Februar 1968 in Köln) ist eine deutsche Fotografin und Fotojournalistin.

## Leben
Pilick ist in Durlach aufgewachsen. Nach dem Abitur machte sie eine Ausbildung zur Fotografin 1990–1993 in Karlsruhe, sie wechselte nach Köln und arbeitete als Foto-Assistentin. Sie studierte Kommunikationsdesign an der Folkwangschule Essen. Nach dem Volontariat zur Fotojournalistin bei der Deutschen Presse-Agentur (dpa), arbeitete sie von Januar bis März 1996 als Bildberichterstatterin für die dpa über den Einsatz der Bundeswehr im ehemaligen Jugoslawien. Ab April 1996 Fotojournalistin in der Bildzentrale der dpa Frankfurt und seit April 2000 im Hauptstadtbüro der dpa Berlin. Im Jahr 2001 erhielt sie den 1. Preis bei der Rückblende – politische Fotografie in Deutschland mit einer Fotoserie von Edmund Stoiber und Angela Merkel zur Kanzlerkandidatur, die im Nachrichtenmagazin Der Spiegel abgedruckt wurde.

## Fotoausstellungen
- Fotografinnen in Hessen, Hessische Staatskanzlei, Sommer 1998
- Künstler aus Durlach – die junge Generation, Orgelfabrik Durlach, Dezember 1999
- Gemischtes Eis, Bilder aus der Antarktis und Lappland, mit Lilo Tadday Helgoland,[1] Käthe-Kollwitz-Saal, Karlsruhe 2002
- Gegen Gewalt (mit Jürgen Wiesner, Malerei), Käthe-Kollwitz-Saal, Karlsruhe
- Rückblende 2001 (politische Fotografie in Deutschland), Landesvertretung Rheinland-Pfalz in Berlin, Haus der Geschichte in Bonn, Leipzig, Hamburg
- Im Visier, Galerie Rothweiler, Karlsruhe, Oktober 2006

## Preise
- 1. Preis „Rückblende 2001“ – Politische Fotografie in Deutschland
- 2. Preis „dpa-Foto des Jahres 2001“
- 1. Preis der Jury, Schömberger Fotoherbst 2004 (Reise- und Reportagefotografie), Kategorie I (Profis): Serie „O Facho – Ein Hotel mit Geschichte an der portugiesischen Atlantikküste“